# Don Segundo Sombra
Don Segundo Sombra es una novela rural argentina escrita en primera persona por Ricardo Güiraldes, publicada por primera vez en 1926.
A diferencia del clásico poema «Martín Fierro» de José Hernández, Don Segundo Sombra no reivindica socialmente al gaucho, sino que lo evoca como «sombra», un personaje legendario en tono elegíaco.
«Segundo Sombra» parece sugerir a un subalterno. Si bien el tratamiento de Don contrapesa —quizás sin que Güiraldes fuera consciente de ello— la subalternidad, señala a un gaucho que por mantener su axiología, sus principios, resulta superior a la axiología burguesa. Ricardo Güiraldes aprende en una especie de viaje iniciático lo que es el valor, el honor, la lealtad —que desde otra perspectiva puede mal interpretarse como subalternidad—, el respeto al prójimo, todo esto amenizado en el libro con descripciones. 

## El autor

### Ricardo Güiraldes
Hijo de una rica familia bonaerense, nació en San Antonio de Areco en 1886 y murió en 1927. En 1887 sus padres lo llevaron a París donde vivió sus primeros años y adquirió su primer contacto literario con autores franceses y alemanes. Pasó la mayor parte de su adolescencia en la estancia paterna, «La Porteña», en cuyo ámbito situará a sus personajes literarios. En la ciudad de Buenos Aires inició dos carreras universitarias (arquitectura y derecho ) que no pudo concluir, . En 1910 regresó a París, donde comenzó a escribir cuentos y poemas. Entre estos trabajos primerizos se halla la novela «Raucho», así llamada por su personaje principal quien, al igual que su autor, reparte su vida entre el campo y París hasta finalizar con el regreso a la estancia donde siente que «su chiripá, sólo desprendido de la faja, se había envilecido en el polvo de los caminos extranjeros».
Esta disyuntiva entre la vida de campo y la intelectual, desarrollada en ámbitos urbanos, se ha de mostrar, también, en «Don Segundo Sombra». Fabio Cáceres, el pequeño resero del comienzo, al igual que el protagonista de Raucho, se ha de transformar, al finalizar la novela en un hombre cultivado que, en ningún momento pretenderá disimular la satisfacción honda y sentida que continúa encontrando en la vida rural.
Ricardo Güiraldes fue considerado un destacado emergente que surgió de un grupo de escritores que fue conocido como el Grupo Florida denominado así porque la revista en la que publicaban se ubicaba en las cercanías de dicha calle de Buenos Aires, y se reunían en la Confitería Richmond, que incluyó escritores cómo Victoria Ocampo, Leopoldo Marechal, Oliverio Girondo entre otros muy destacados escritores argentinos, en contraposición dialéctico literaria con el recordado Grupo Boedo, que publicaba en la Editorial Claridad y se reunía en el Café El Japonés, de raigambre mucho más humilde, con integrantes cómo Roberto Arlt, entre otros.

## La obra

### Análisis de «Don Segundo Sombra»

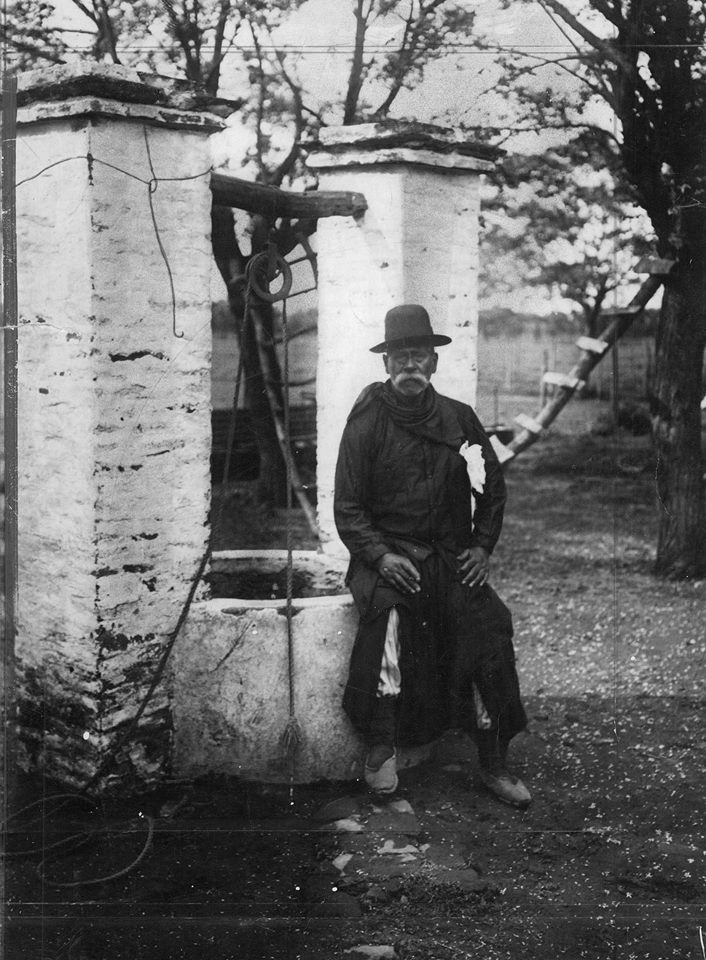
Segundo Ramírez, paisano de San Antonio de Areco en quien se inspiró Güiraldes para escribir su famosa novela.

Esta novela, publicada en San Antonio de Areco en 1926, representa la más destacada tentativa de su autor en el propósito de renovación de la literatura gauchesca, y constituye, al mismo tiempo, una de las más prominentes muestras de la novela nacional del siglo XX. Destaquemos que el principal personaje fue tomado por el autor de un paisano real, de nombre Segundo Ramírez. La descripción que hace de Don Segundo, coincide en un todo, con la foto que se conserva del homónimo Ramírez. «El pecho era vasto, las coyunturas huesudas como las de un potro, los pies cortos con un empeine a lo galleta, las manos gruesas y cuerudas como cascarón de peludo. Su tez aindiada, sus ojos ligeramente levantados hacia las sienes y pequeños. Para conversar mejor habíase echado atrás el chambergo de ala escasa, descubriendo un flequillo cortado como crin a la altura de las cejas».

### El tiempo en la novela
Hacia el final, Fabio Cáceres recuerda los últimos tres años en que de simple gaucho resero se transformó en patrón de los bienes insospechadamente heredados. Se encuentra frente a una laguna y sospecha que se aproxima el momento más triste de su vida, el del definitivo alejamiento de su «padrino». Cerca del agua rememora el hilo de la síntesis de los tiempos anteriores...
«Está visto que en mi vida el agua es como un espejo en que desfilan las imágenes del pasado. A orillas de un arroyo resumí antaño mi niñez. Dando de beber a mi caballo en la picada de un río, revisé cinco años de andanzas gauchas. Por último, sentado sobre la pequeña barranca de una laguna, en mis posesiones, consultaba mentalmente mi diario de patrón».
Tales períodos a que se refiere Fabio pueden distribuirse y sintetizarse en el siguiente esquema. En primer lugar, los recuerdos del huérfano de catorce años. Luego, los días de aprendizaje de las tareas de arreo y de doma, con la ayuda de Don Segundo. Momentos de la vida luchada en el campo bajo la vigilancia del que ha venido a ser su amado padrastro. Y por último, en la evocación, el desenlace de la separación definitiva.
El tiempo presente se une al pasado y el lector es sumido imperceptiblemente en la nostalgia rememorativa. Con lo cual se acentúa el lirismo «elegíaco» que se alterna con los momentos felices y despreocupados que resplandecen en el libro.

### Fabio
Hay momentos en que Fabio evoca los singulares días de su infancia iba reconociendo su transformación en gaucho; su indumentaria y la posesión de su caballo, son un testimonio. La metamorfosis es atribuida a Don Segundo, que en el término de cinco años ha hecho de él un hombre. Guiándolo en el conocimiento de las tareas rurales, como resero, baquiano y domador. Pero el aprendizaje no se cierra en lo material. Se amplifica moral y espiritualmente en la formación de un carácter y de una límpida conducta hacia la vida. Alcanzándole «resistencia y entereza en la lucha», «fatalismo en aceptar sin rezongos lo sucedido», «fuerza moral ante las aventuras sentimentales», «desconfianza para con las mujeres y la bebida», la alerta y «la prudencia entre los forasteros»...y «la fe en los amigos».
Así vemos como se superponen en un ensamble conmovedor la formación de un hombre útil y de provecho y la conformación de una personalidad moralmente cabal.Y bien se ve que esta conjunción prodigiosa no ha de trastabillar cuando Fabio, ineluctablemente atado a los bienes que ha heredado, y ya habiendo resuelto ser un hombre cultivado, presiente con desgarro que no logrará retener a su vera a su maestro, que, como lo sabe bien el alumno, es «un espíritu anárquico y solitario».

### Don Segundo Sombra, un enigma

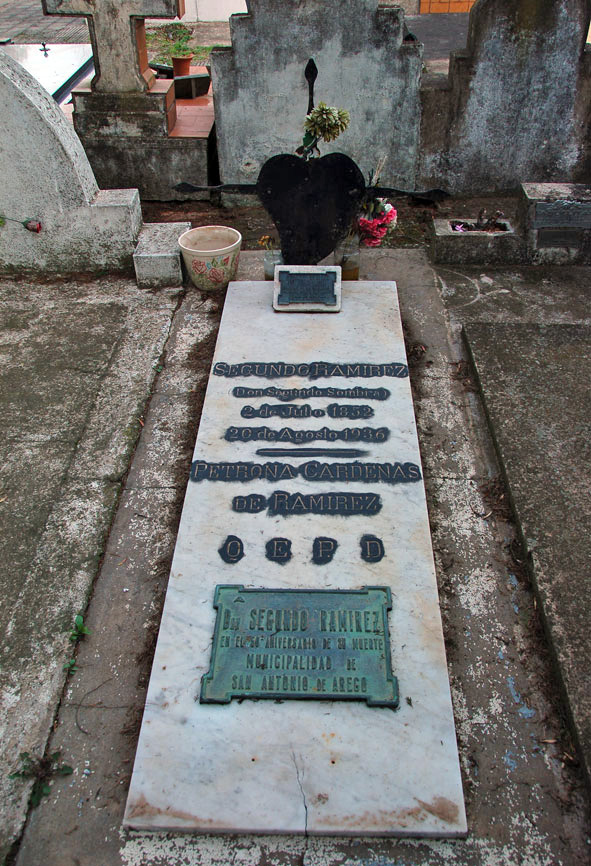
Tumba de Segundo Ramírez.

Desde el primer encuentro Fabio lo pinta como un fantasma o «sombra» huidiza. «Me pareció haber visto un fantasma, una sombra, algo que pasa y es más una idea que un ser...» Esa admiración incondicional del primer encuentro se acentuará cuando la vida de Fabio comience a transitar junto a la del gaucho.
El apellido de Don Segundo da una clave para ubicarlo en la mente de Fabio. Y también en la de Ricardo Güiraldes. Estamos ante un gaucho idealizado, suma de todas las virtudes del hombre rural en su «esencialidad». Aunque debemos señalar que los críticos literarios de la izquierda argentina, no vacilarán en decir, con dictámenes sociológicos dignos de análisis, que Don Segundo es la visión nostálgica y elegíaca de los hacendados oligárquicos, separados, tanto en la realidad, como en la literatura gauchesca, de un personaje combativo, luchador, reivindicativo, como Martín Fierro. Ante la obra santificada por Lugones, el mismo Borges ha sostenido, siempre, una actitud de significación personal ambivalente. Desde no considerar al poema como la máxima obra nacional, hasta la sentencia irónica de su paradoja de que, al fin de cuentas, Fierro es un gaucho desertor y «homicida».
Un aporte merecedor de estima en el orden de estas polémicas ideológicas, es suministrado por Ernesto Sabato. Dice, en relación con la crítica marxista: «Un crítico de izquierda, que pretende utilizar a Marx como maestro, sostiene que el Don Segundo Sombra de Güiraldes no existe, que es apenas la visión que un estanciero tiene del antiguo gaucho de la provincia de Buenos Aires; lo que es más o menos como acusar a Homero de falsificador, porque exhaustivos registros llevados a cabo en las montañas calabresas y sicilianas no han dado con un solo cíclope».

### El lenguaje
La novela está escrita en un lenguaje llano y con frecuencia, especialmente en los diálogos, con regionalismos gauchescos de la llanura argentina. El vocabulario está cargado de palabras frecuentes en Argentina, y, sobre todo, en la vida campesina de la provincia de Buenos Aires. Una buena edición de esta obra, tal como acontece en gran parte de la literatura gauchesca, hace indispensable un glosario.
La voz del poeta que fue Ricardo Güiraldes se hace escuchar con hallazgos de recursos literarios que matizan líricamente las páginas. Veamos: «En la pampa las impresiones son rápidas, espasmódicas, para luego borrarse en la amplitud del ambiente, sin dejar huella». Hay hallazgos relevantes en ciertas comparaciones: «El sueño cayó sobre mí como una parva sobre un chingolo». En alguna sinestesia: «Las aguas hiciéronse frías a mis ojos». Las comparaciones harto expresivas en momentos conmovedores:«Me fui, como quien se desangra». Imágenes y metáforas para el paisaje:«Una luz fresca chorreaba de oro el campo». O...: «En derredor, los pastizales renacían en silencio, chispeantes de rocío.»
Son frecuentes los argentinismos. «Para las casas»...O los diminutivos de uso harto frecuente en nuestro medio urbano o rural: «al ratito», «no era sino un resplandorcito»...
De este modo confluyen en el autor su formación estrictamente literaria, que incursionó primeramente en la poesía, y el tono gauchesco del hombre de estancia que ama las cosas de su tierra. En su estilo están bien captadas todas las reticencias del paisano, en ironías, en bromas, en pícaras sugerencias, en comparaciones que animizan seres y cosas.

## Conclusión
La obra es una pintura del campo argentino. El resero o tropero, aquí y en todas las grandes llanuras del planeta, ha sido suplido por los transportes-jaulas mecanizados, tal como otrora el muy arcaico arado de una sola reja tirado por bueyes, por un tractor, y el transporte de la hacienda por camiones y trenes. El poncho que defendía de los temporales forma parte de un atuendo acaso decorativo.
Así como en «Martín Fierro» la amistad entre el sargento Cruz y el protagonista es un símbolo emblemático del culto a este compartido sentimiento argentino, al decir de Borges, en «Don Segundo Sombra» el centro temático ha de ser el vínculo viril entre un gaucho inteligente, serio, callado, y un muchacho «Gaucho» hambriento de paternidad... Fabio Cáceres: el hijo no reconocido por su padre y abandonado al cuidado de «unas tías».
Con esta obra se clausura de modo brillante, en el siglo XX, el ciclo de la literatura gauchesca iniciado en el XIX. Facundo, de Sarmiento, tal vez la mejor prosa de este último centenar de años o, por qué no, de toda la literatura argentina -tal es un parecer de Borges- pintará el conflicto entre civilización y barbarie. En tanto que el Martín Fierro diseñará la figura desdichada del gaucho del período posterior a Juan Manuel de Rosas, perseguido, olvidado y con frecuencia tenido en menos. Conociendo a Hernández y sus limitaciones, no puede dejar de apreciarse -como lúcidamente descubriera Leopoldo Lugones- una obra genial en nuestro supremo poema gauchesco. Estas grandes obras, las de Güiraldes, Sarmiento, Hernández, están tocadas por una especial musa inspiradora.
Ángel Mazzei, en un estudio preliminar a una edición de «Don Segundo Sombra», ha dicho: «...es, ante todo, una obra donde el acierto de la concepción se une, plenamente, al de la ejecución. Hay creaciones donde la realización de la forma parece superior a su materia; otras demuestran un desajuste irreparable entre el propósito y el logro; Güiraldes logró la máxima aproximación entre su proyecto de novela y la novela misma». (Estudio preliminar a «Don Segundo Sombra», de Ricardo Güiraldes, Editorial Kapelusz, Buenos Aires, 1978)
La ciudad de Buenos Aires cuenta con pocos monumentos y homenajes a Güiraldes. Tan sólo un modesto pasaje de dos cuadras, en Villa Lugano, entre Zuviría y Santander, se llama Ricardo Güiraldes. También existe la plaza «Don Segundo Sombra» en el barrio de Flores, ubicada en la calle Santander, rodeada de las calles Nepper, Carlos Ortiz, Alonso Rodríguez, Juan Del Castillo y Aroma.

## Ediciones
Una importante edición de «Don Segundo Sombra» apareció en 1988, con una reedición casi inmediata en 1989. Colección Archivos, con el auspicio de la Unesco, México.
Esta edición crítica estuvo a cargo del coordinador Paul Verdevoye. Contiene la obra completa, infinidad de notas, un estudio breve y liminar de Ernesto Sabato y uno muchísimo más extenso del mismo Verdevoye. Uno filológico de Élida Lois. Al cabo del texto hay una pluralidad de ensayos críticos fundados en exhaustivas bibliografías. Y hacia el final, juntamente con un glosario, se encuentran dos grupos de cartas. En lo más importante de este «dossier» se hallan las que se cruzaron entre Güiraldes y Valery Larbaud.

## Adaptaciones
En el cine argentino tuvo su adaptación en una película escrita y dirigida por Manuel Antín y protagonizada por Adolfo Güiraldes. Fue estrenada en Buenos Aires el 14 de agosto de 1969 y obtuvo el Cóndor de Plata como Mejor Película en 1970. Fue también nominada a la Palma de Oro del Festival de Cannes.
En 1981 se estrenó en Uruguay El herrero y la muerte, obra teatral de Mercedes Rein y Jorge Curi, basada en el capítulo 21 de Don Segundo Sombra. Contó con las actuaciones estelares de Walter Reyno y Rosita Baffico. Esta obra, se reestrenó treinta años después, en 2011.